# Bodibeng
Bodibeng is een dorp in het district North-West in Botswana. De plaats telt 778 inwoners (2011).